# William Tecumseh Sherman
William Tecumseh Sherman (Lancaster, 8 febbraio 1820 – New York, 14 febbraio 1891) è stato un generale, dirigente d'azienda, educatore e scrittore statunitense.
Prestò servizio come generale dell'esercito unionista nel corso della guerra di secessione (1861 - 1865), che gli valse la fama di essere un grande stratega militare, ma anche severe critiche per la durezza delle sue decisioni, soprattutto per la tattica della "terra bruciata", che attuò contro i Confederati. Sherman iniziò la sua carriera durante la guerra di secessione combattendo la prima battaglia di Bull Run e, subito dopo, nel Kentucky. Fu sotto il comando di Ulysses S. Grant dal 1862 al 1863, durante le battaglie di Fort Henry, Fort Donelson e Shiloh e, in seguito, nella campagna di Vicksburg e nell'assedio che condusse alla caduta della roccaforte sudista.
Dopo la vittoria ottenuta nella campagna di Chattanooga, culminata con la disfatta dell'Armata confederata del Tennessee, nel 1864 succedette a Grant in qualità di comandante del Teatro Occidentale della guerra di secessione americana. Procedette quindi a guidare le proprie truppe nella campagna di Atlanta, un successo militare che contribuì in maniera decisiva alla rielezione del presidente Abraham Lincoln nelle elezioni presidenziali del 1864.
La sua successiva marcia verso il mare attraverso la Georgia, la Carolina del Sud e la Carolina del Nord minò ulteriormente la capacità delle forze confederate di combattere. Nell'aprile del 1865 accettò la resa di tutti gli eserciti sudisti ancora attivi nelle due Caroline, nella Georgia e nella Florida.
Grant vinse le elezioni presidenziali del 1868 e, durante la sua presidenza, Sherman venne nominato comandante generale dell'esercito statunitense, carica che ricoprì fino al 1883; come tale fu responsabile della conduzione delle guerre indiane nei territori del West. Sostenne la guerra totale contro gli Indiani, per costringerli a stabilirsi all'interno delle riserve.
Rifiutò sempre fermamente di entrare in politica e nel 1875 pubblicò le sue memorie, uno dei migliori resoconti di prima mano sulla guerra civile americana. Per le sue innovative e aggressive concezioni strategiche fu considerato il "primo autentico generale moderno".

## Giovinezza

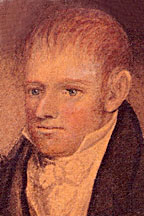
Ritratto del padre, Charles Robert Sherman

William Tecumseh Sherman nacque nel 1820 a Lancaster nell'Ohio. Suo padre Charles Robert Sherman, avvocato di successo, membro della Corte Suprema dell'Ohio, morì inaspettatamente nel 1829, lasciando la vedova Mary Hoyt Sherman con undici figli e senza eredità.

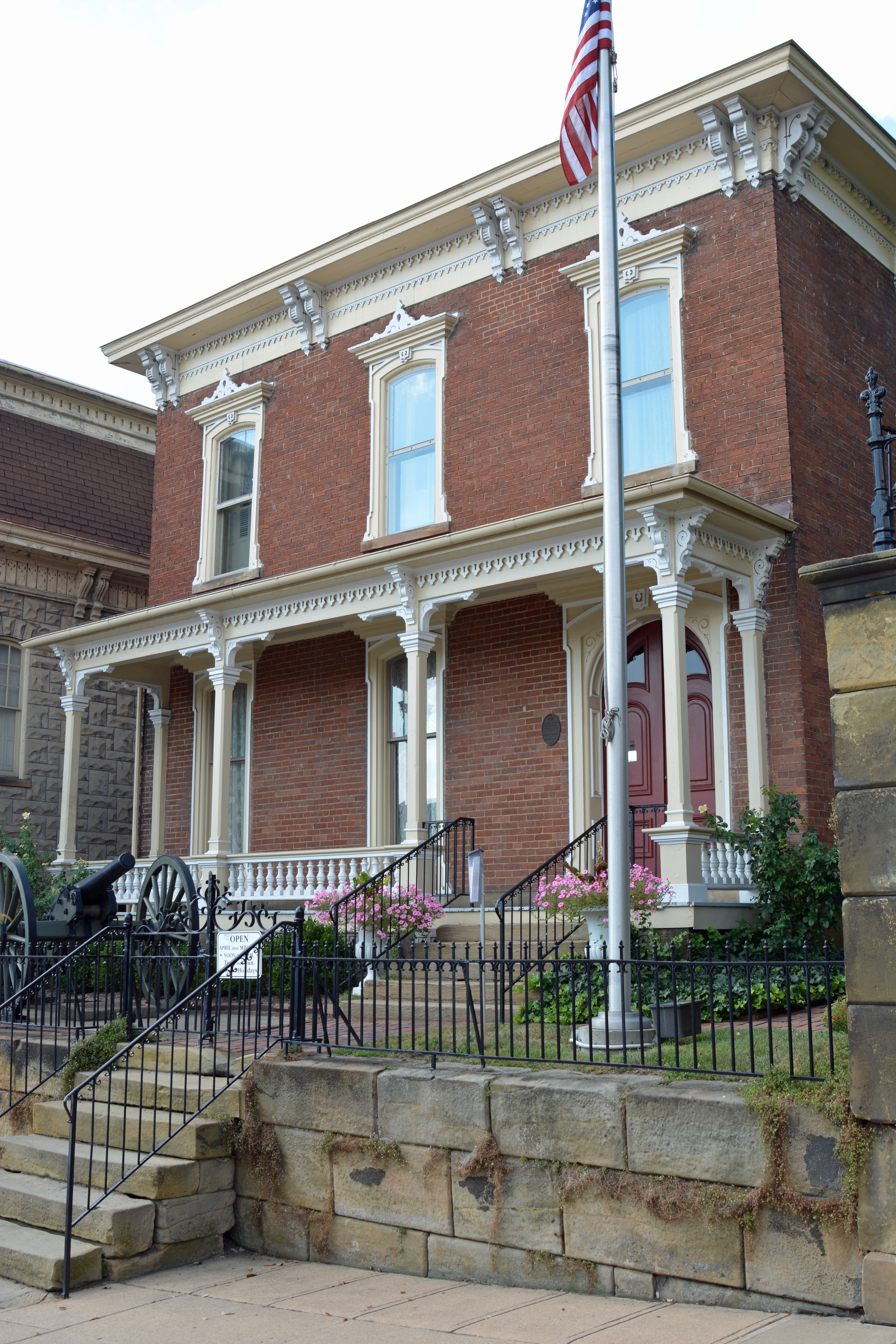
La casa in cui nacque Sherman a Lancaster (Ohio)

Dopo la scomparsa del padre, il piccolo William fu cresciuto dal vicino di casa e amico intimo di famiglia, l'avvocato e futuro ministro Thomas Ewing.
La famiglia Sherman era imparentata alla lontana con Roger Sherman, uno dei Padri fondatori degli Stati Uniti d'America.
Il fratello maggiore, Charles Taylor Sherman, divenne giudice federale nel 1867, nominato dal presidente Andrew Johnson. Uno dei fratelli minori, John Sherman, fu segretario al Tesoro della presidenza di Rutherford Hayes, presidente pro tempore del Senato dal 1885 al 1887 e, infine, segretario di Stato all'inizio della presidenza di William McKinley.
Un altro fratello minore, Hoyt Sherman, divenne un banchiere di notevole successo.
Sherman sposò all'età di 30 anni una figlia di Ewing, Ellen, dalla quale ebbe otto figli.

### Nomi di battesimo
Il suo secondo nome contribuì sempre ad attirare curiosità. Egli diceva che suo padre aveva "avuto un momento di stravaganza quando aveva preso la decisione di affibbiargli il nome del grande capo Shawnee, Tecumseh".
Secondo una biografia del 1932 sul generale, da bambino Sherman sarebbe stato chiamato semplicemente "Tecumseh". Egli avrebbe acquisito il nome "William" solo dopo essere stato accolto nella famiglia Ewing.
La madre adottiva Maria Willis Boyle Ewing era di origini irlandesi e fervente cattolica.
Secondo un aneddoto, Sherman sarebbe stato battezzato, forse il 25 giugno, nella casa di Ewing da un domenicano di origine italiana, che lo chiamò "William" in onore del santo del giorno.
Sherman scrisse nelle sue memorie che il padre lo aveva chiamato "William Tecumseh" e di essere stato battezzato così, appena nato, da un pastore presbiteriano. Da adulto firmò tutta la sua corrispondenza, anche quella privata con la moglie, "W.T. Sherman". I suoi amici più stretti e la famiglia lo chiamavano sempre col soprannome di "Cump".

### Addestramento e servizio militare

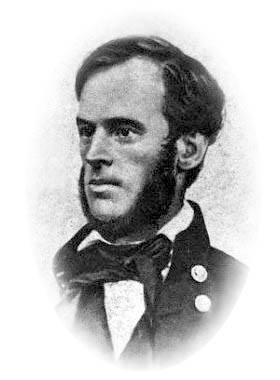
Un giovane Sherman in uniforme militare

Il senatore Ewing fece in modo di assicurare un posto al sedicenne Sherman come cadetto nell'accademia di West Point (New York), dove strinse amicizia con un altro futuro generale della guerra civile, George H. Thomas. Sherman eccelleva nell'ambito accademico e si distinse come uno degli allievi più brillanti, anche se era alquanto intollerante alla ferrea disciplina e trattava il sistema dei demeriti con malcelata indifferenza.
Il collega William Starke Rosecrans avrebbe in seguito ricordato Sherman a West Point come "uno dei compagni più brillanti e maggiormente popolari" e "un tipo dagli occhi luminosi, con una testa sfolgorante dai folti capelli rossi, che era sempre pronto a uno scherzo di qualsiasi tipo, proprio come un bambino". A proposito del periodo trascorso in Accademia Sherman stesso dice solo quanto segue nelle sue Memorie:
Dopo il diploma, conseguito nel 1840, entrò nell'esercito come sottotenente, nel 3º Corpo d'artiglieria, di stanza nel sud; il suo "battesimo del fuoco" avvenne nel Territorio della Florida negli ultimi anni della seconda guerra seminole (1835-1842).
Più tardi fu dislocato in Georgia e nella Carolina del Sud dove venne promosso al grado di tenente. In quanto figlio adottivo di un importante politico Whig, a Charleston cominciò a frequentare i circoli più in vista della società del profondo Sud.
Mentre molti dei suoi colleghi dovettero sperimentare come coscritti la guerra con il Messico, fortemente voluta dal presidente Polk, Sherman svolse invece compiti amministrativi nel territorio appena acquisito della repubblica della California. Insieme ai commilitoni luogotenenti Henry Halleck ed Edward Ord si imbarcò da New York per il viaggio di 198 giorni intorno a Capo Horn a bordo dello sloop convertito USS Lexington. A causa degli spazi limitati a bordo Sherman si avvicinò notevolmente sia a Halleck sia a Ord e nelle sue Memorie fa riferimento a un'escursione compiuta con Halleck fino alla cima del Corcovado, che domina Rio de Janeiro.
Nel 1848 accompagnò il governatore militare della California, il colonnello Richard Barnes Mason, nel sopralluogo che confermò ufficialmente che era stato scoperto l'oro nella regione, inaugurando così la grande corsa all'oro californiana. Sherman, sempre insieme con Ord, assistette anche alle ispezioni di sondaggio per creare le sottodivisioni della città che sarebbe diventata Sacramento.
Ottenne una promozione temporanea al grado di capitano per i suoi "servizi meritori", ma il fatto di non essere stato assegnato in una zona militare attiva e, quindi, la mancanza di un incarico di combattimento lo scoraggiò e ciò potrebbe aver contribuito alla sua decisione di rassegnare le dimissioni dall'esercito. Fu uno dei pochi ufficiali di alto rango durante la guerra civile a non aver mai combattuto nel conflitto contro i messicani.

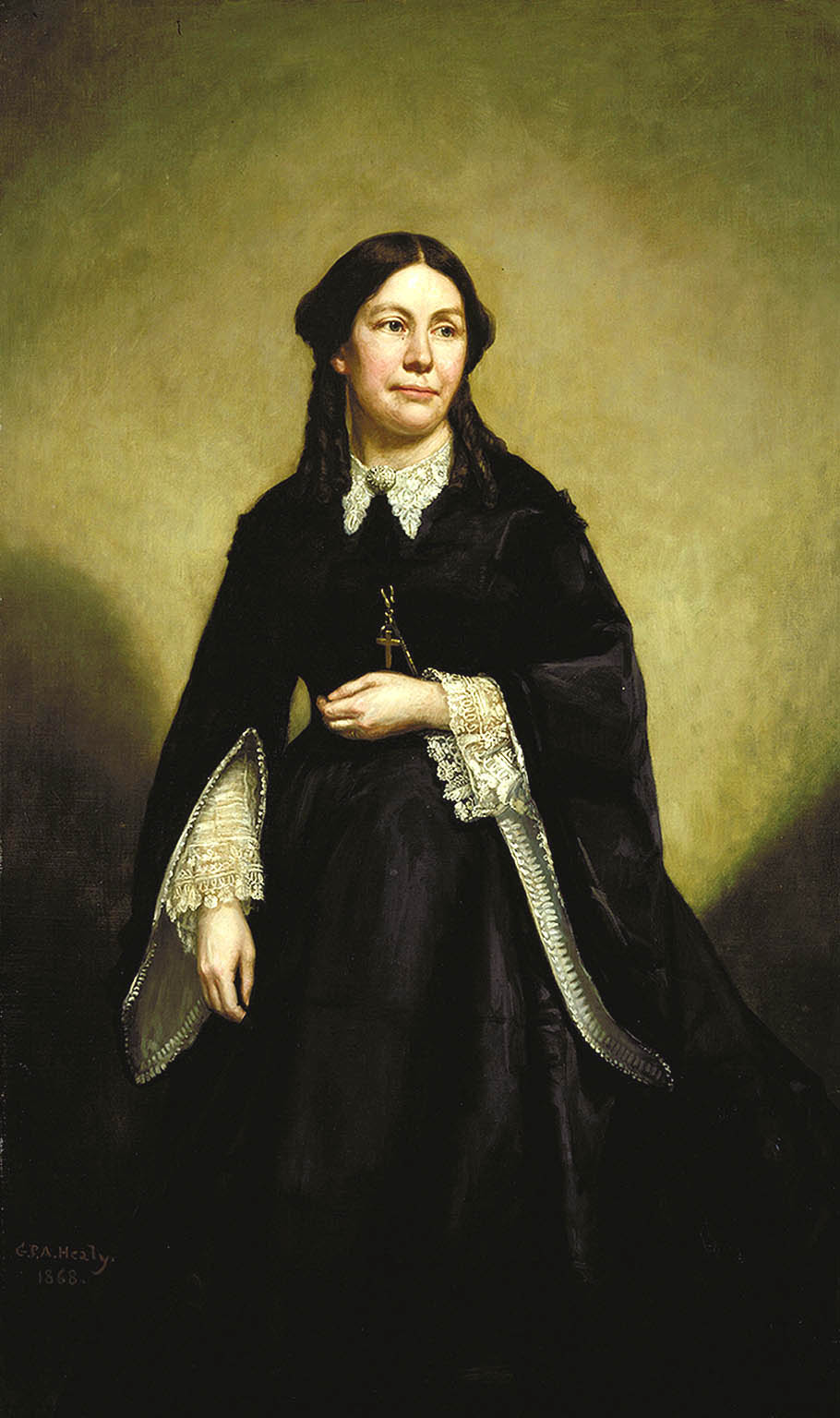
Ellen Ewing Sherman in un ritratto di George Peter Alexander Healy

## Matrimonio e famiglia
Nel 1850 Sherman fu promosso al rango di capitano e sposò la sua sorella adottiva Ellen Boyle Ewing (divenuta Ellen Ewing Sherman), di quattro anni più giovane, in una cerimonia svoltasi a Washington alla quale partecipò l'allora presidente Zachary Taylor assieme ad altri esponenti politici. In quel momento Thomas Ewing aveva l'incarico di segretario degli Interni.
Come già sua madre, anche la novella sposa era una devota cattolica e tutti gli otto figli che nacquero dal matrimonio vennero allevati nel profondo rispetto di tale fede. Nel 1864 Ellen si trasferì provvisoriamente a South Bend, nell'Indiana, per poter seguire l'istruzione dei figli all'Università di Notre Dame e al "Saint Mary's College", d'ispirazione confessionale.
Un decennio più tardi, quando il generale era oramai diventato molto famoso in tutto il mondo, la loro primogenita Marie ("Minnie") fu assistita durante la celebrazione del suo matrimonio dal presidente Ulysses S. Grant in persona, ricevendo in ricordo un generoso dono di nozze da Isma'il Pascià, il Chedivè d'Egitto. In seguito una delle figlie di Minnie sposò un nipote dell'ex generale confederato Lewis Addison Armistead.
Un'altra delle figlie di Sherman, Eleanor, sposò l'ufficiale dell'United States Naval Academy Alexander Montgomery Thackara a Washington il 5 maggio 1880.
Con sommo dispiacere per Sherman, il maggiore dei suoi figli maschi sopravvissuti, Thomas Ewing Sherman, entrò nel 1878 nell'ordine religioso della Compagnia di Gesù e fu ordinato sacerdote nel 1889. Appena due anni più tardi celebrò la liturgia al rito funebre del padre.

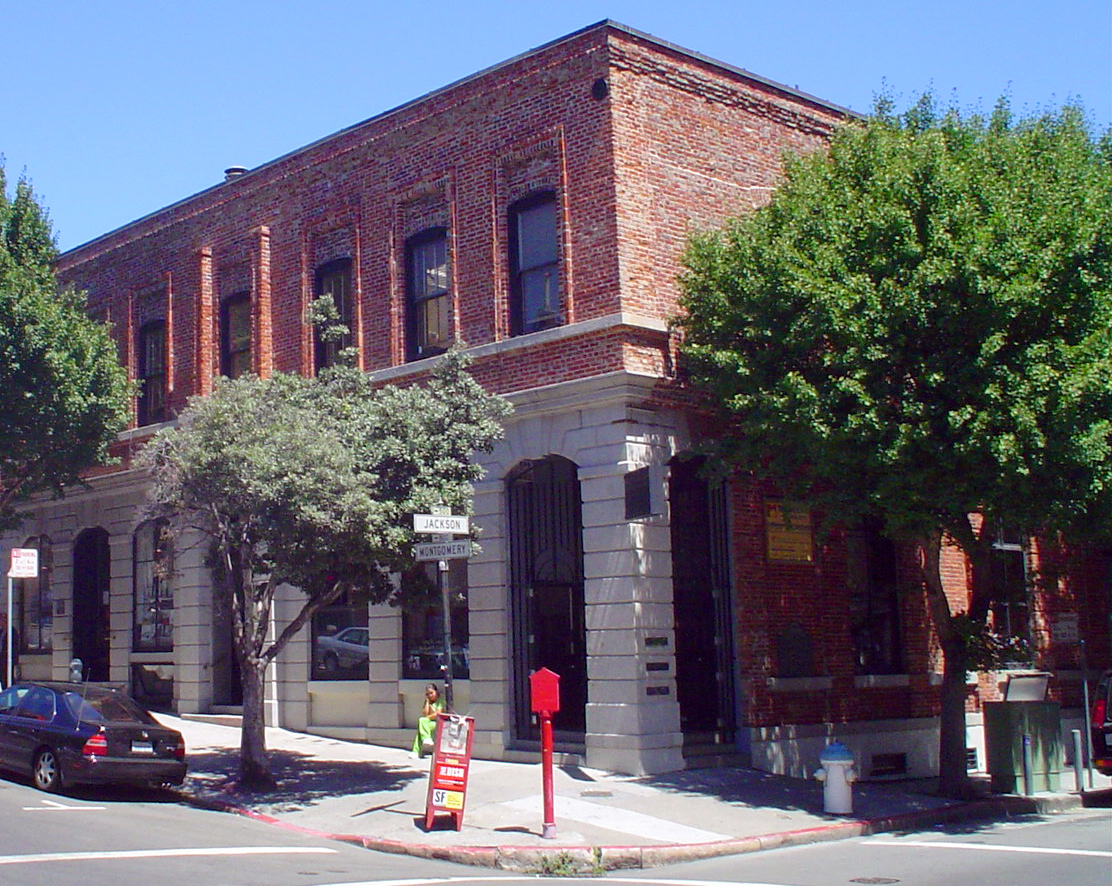
La filiale di San Francisco della Lucas, Turner &Co., diretta per un breve periodo da Sherman

## Carriera civile
Il 27 settembre 1850 Sherman fu nominato capitano del dipartimento del commissariato dell'esercito, con sede a Saint Louis, in Missouri. Nel 1853 però si congedò dall'esercito per divenire direttore della filiale di San Francisco della "Lucas, Turner & Co.", banca con sede a Saint Louis. Ritornò quindi in California, in un momento di grande fermento, mentre proseguiva la grande corsa all'oro. Sopravvisse a ben due naufragi e galleggiò attraverso il Golden Gate sullo scafo rovesciato di una goletta che trasportava legname. Sofferse di asma da stress a causa della cultura sociale aggressiva e molto competitiva del mondo degli affari della città.

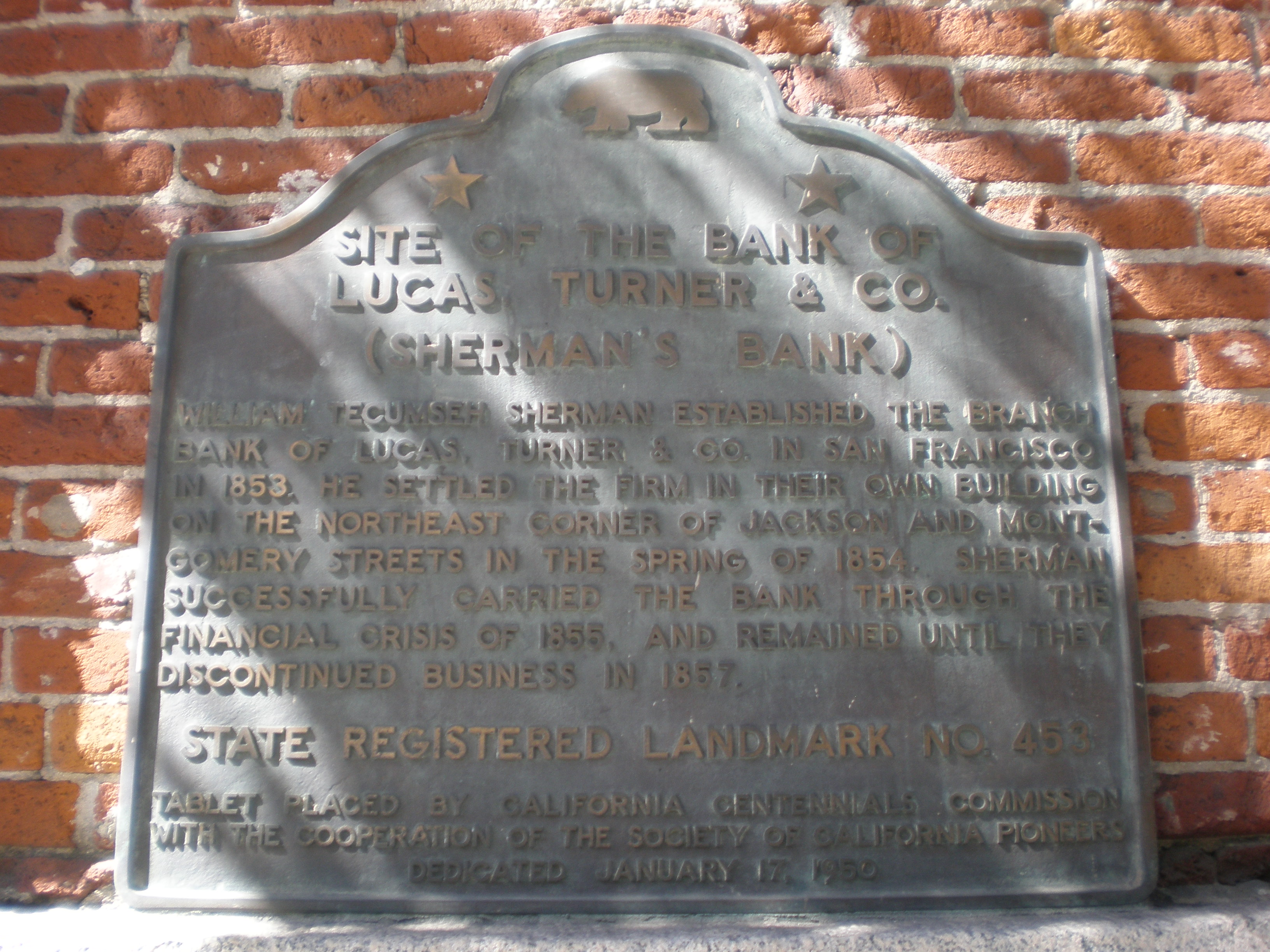
Placca commemorativa posta sulla facciata della banca californiana in cui lavorò Sherman

Più tardi, a proposito di questo periodo trascorso in una San Francisco dominata da una vera frenesia speculativa immobiliare, Sherman ricordò: "posso gestire centomila uomini in battaglia, e prendere la Città del Sole, ma ho paura di gestire un lotto di terra nella palude di San Francisco".
Nel 1856, durante il periodo del "San Francisco Committee of Vigilance" prestò servizio brevemente come maggior generale nella milizia californiana.
La filiale in cui lavorava chiuse nel maggio 1857, cosicché si ritrovò costretto a trasferirsi a New York per conto della stessa banca; poco più tardi essa fallì a seguito del "panico del 1857". All'inizio dell'anno seguente tornò in California per concludere gli ultimi affari della banca.

Più tardi, in quello stesso 1858, andò a Leavenworth nel Kansas dove provò a praticare la professione di avvocato e ad entrare in altre imprese commerciali, senza molto successo.

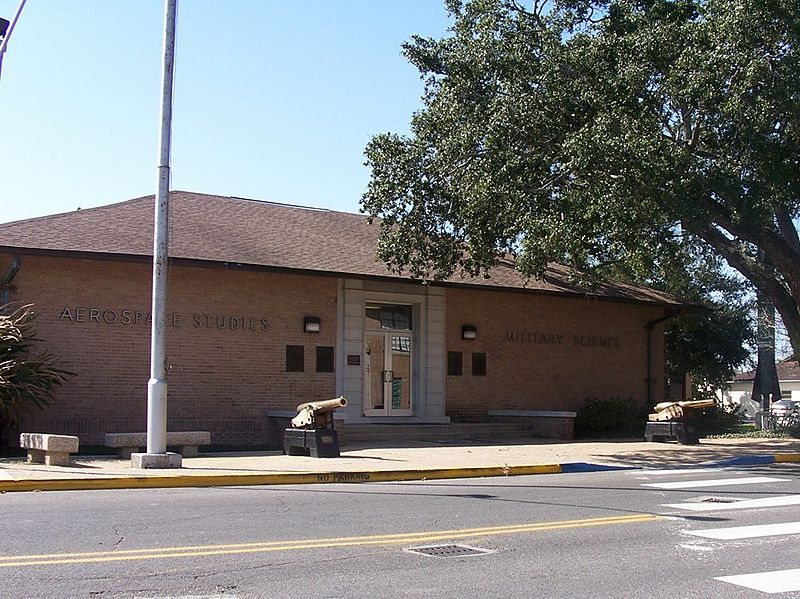
Il dipartimento di arte militare dell'Università della Louisiana in cui insegnò Sherman. I due cannoni in mostra davanti all'edificio furono utilizzati a Fort Sumter e vennero donati dal generale.

## Sovrintendente del collegio militare
Nel 1859 accettò un incarico come primo sovrintendente all'Accademia militare statale a Pineville, in Louisiana (la "Louisiana State Seminary of Learning & Military Academy"), una posizione che trovò su suggerimento del maggiore Don Carlos Buell e dietro raccomandazione del generale George Mason Graham.
Si dimostrò efficace e benvoluto in quell'istituzione, che in seguito divenne parte dell'Università della Louisiana. Joseph Pannell Taylor, il fratello del defunto presidente Zachary Taylor, dichiarò che "se aveste ricercato nell'intero esercito, da un capo all'altro del paese, non avreste potuto trovare in esso un uomo più ammirabilmente adatto alla posizione ricoperta, sotto ogni aspetto, di Sherman".
Suo fratello John, deputato alla Camera dei Rappresentanti, era noto per le posizioni per l'abolizione della schiavitù. Sherman non si opponeva con nettezza all'istituto della schiavitù ed era anzi inizialmente un simpatizzante degli interessi del profondo Sud. Tuttavia, era decisamente contrario a qualsiasi tentativo di sciogliere l'Unione. Quando venne a sapere dell'"Ordinanza di Secessione" della Carolina del Sud, Sherman fu sentito dire, dal suo amico il professor David French Boyd della Virginia, secessionista entusiasta:
Ebbe la capacità di descrivere molto accuratamente i quattro anni di guerra di lì a venire.
Nel gennaio del 1861, poiché altri Stati meridionali stavano uscendo dall'Unione, a Sherman fu chiesto di registrare le armi che sarebbero state consegnate alla milizia di Stato dall'arsenale militare a Baton Rouge. Invece di obbedire, rassegnò le proprie dimissioni e tornò al Nord, dichiarando al governatore della Louisiana Thomas Overton Moore: "in nessuna maniera compirò un qualsiasi atto o pensiero ostile contro gli Stati Uniti d'America".

## Interludio a Saint Louis
Subito dopo la sua partenza dalla Louisiana si recò a Washington, forse nella speranza di ottenere una qualche posizione nell'esercito, ed ebbe l'occasione d'incontrare il nuovo presidente Abraham Lincoln alla Casa Bianca proprio nella settimana successiva alla cerimonia d'inaugurazione, avvenuta il 4 marzo 1861; gli poté così esprimere la propria preoccupazione nei riguardi del pessimo stato di preparazione del Nord verso una guerra che considerava imminente: Lincoln però non parve avvedersene.
Successivamente divenne presidente della "Saint Louis Railroad", una compagnia tranviaria, incarico mantenuto solamente per pochi mesi. Mentre la crisi secessionista raggiungeva la sua acme, Sherman si trovava nel Missouri, uno degli stati cuscinetto. Cercando di mantenersi quanto più possibile lontano dalle polemiche, osservò in prima persona gli sforzi compiuti dal deputato Frank P. Blair Jr. (un suo futuro sottoposto) per far rimanere il Missouri nell'Unione.
Verso la fine di aprile declinò l'offerta rivoltagli dall'amministrazione governativa di assumere un ruolo all'interno del Dipartimento della Guerra come preludio a una possibile posizione di assistente del segretario alla Guerra.
Subito dopo il bombardamento e la battaglia di Fort Sumter esitò a dedicarsi al servizio militare attivo, anzi giunse persino a ridicolizzare la richiesta del Presidente di raccogliere 75 000 volontari con cui sedare la ribellione sudista entro tre mesi, affermando: "Allo stesso modo potrebbe anche tentare di spegnere l'incendio scaturito da una casa in fiamme con degli spruzzi d'acqua usciti da una pistola giocattolo". Già a maggio tuttavia si offrì di rientrare a pieno titolo in un corpo d'armata regolare; sia tramite il fratello senatore John Sherman sia attraverso altri collegamenti manovrò per ottenere un incarico in tal senso. Il 3 giugno scrisse: "Continuo ancora a pensare che sarà una lunga guerra, a dispetto di tutti quelli che non riescono a crederci, molto lunga, molto più lunga di qualsiasi pensiero politico attuale al riguardo".
Ricevette un telegramma che lo riconvocò al cospetto di Lincoln il 7 giugno.

## Servizio nella guerra civile

### Primi incarichi e Bull Run

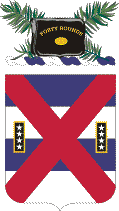
Lo stemma del "13th Infantry Regiment".

Era già stato nominato colonnello e assegnato al 13º reggimento fanteria, effettivo dal 14 maggio; si trattava in realtà di un reggimento nuovo e ancora da formare e il primo comando fu quello di una brigata di volontari arruolati per tre mesi: il massimo periodo di tempo che ci si attendeva dovesse durare il conflitto.
Alla sua testa, fu uno dei pochi ufficiali dell'Unione capace di distinguersi nella prima battaglia di Bull Run avvenuta il 21 luglio, dove venne ferito lievemente dalle pallottole al ginocchio e a una spalla; la disastrosa sconfitta lo portò a mettere in discussione sia le proprie capacità come ufficiale sia il grado di preparazione delle truppe.
Il presidente Lincoln tuttavia lo promosse a brigadier generale (a una stella) dei volontari, effettivo dal giorno 17 maggio, con anzianità di grado rispetto a Ulysses S. Grant, il suo futuro comandante; fu assegnato al "Dipartimento di Cumberland" a Louisville nel Kentucky sotto la guida di Robert Anderson, e a ottobre dello stesso anno gli succedette al comando.
Pensò che il suo nuovo incarico contraddicesse la promessa fattagli da Lincoln di non ricevere troppo presto una posizione così importante e impegnativa.

### Crisi depressiva
Sherman aveva ora la principale responsabilità della condotta militare per l'intero Kentucky, uno Stato di confine in cui le truppe confederate detenevano il controllo sia di Columbus che di Bowling Green ed erano inoltre presenti anche vicino a Cumberland Gap nel confinante Tennessee.
Fu colto improvvisamente da una profonda spossatezza, la tensione accumulata lo portò ad essere eccessivamente pessimista sulle prospettive del suo comando e si lamentò spesso con il Governo federale per la scarsità di uomini ed equipaggiamento, tanto da arrivare a fornire stime esagerate della forza dei ribelli.
Cominciarono ad apparire anche rapporti della carta stampata assai critici nei suoi confronti, subito dopo una visita da parte del Segretario alla guerra Simon Cameron effettuata ad ottobre; all'inizio di novembre insistette fino allo stremo delle forze affinché fosse sollevato dall'incarico.
Fu prontamente sostituito da Don Carlos Buell e quindi trasferito a Saint Louis. A dicembre, oramai immerso in un vero e proprio disturbo depressivo fu messo in congedo dal generale Henry Halleck, comandante del nuovo Dipartimento del Missouri, che lo considerava inadatto al compimento del dovere affidatogli. Se ne andò così a Lancaster nell'Ohio per cercare di recuperare le forze e riprendersi moralmente.
Mentre in questo lasso di tempo si trovava a casa, la moglie Ellen scrisse al fratello di lui, il senatore J. Sherman, chiedendo consigli sul da farsi; la donna si lamentò veementemente di "quell'insana malinconia alla quale i membri della vostra famiglia sono soggetti". Sherman in seguito scrisse che le preoccupazioni del comando "mi avevano spezzato i nervi", ed ammise di aver contemplato anche l'idea del suicidio. I suoi problemi risultarono ancor più aggravati quando il Cincinnati Commercial lo descrisse come "affetto da follia".
Verso la metà di dicembre si era ristabilito a sufficienza dall'esaurimento nervoso per tornare in servizio. Nel marzo 1862 il comando di Halleck fu ridisegnato nella Divisione militare del Mississippi e ingrandito per unificare il quartier generale dell'intero Teatro Occidentale della guerra. I primi incarichi di Sherman dopo il suo ritorno riguardavano compiti di supporto nelle retrovie, inizialmente la gestione di un campo di addestramento nelle immediate vicinanze di Saint Louis e poco dopo al comando del Distretto di Cairo.
Ad un certo punto Halleck suggerì al comandante generale dell'esercito statunitense George McClellan che a Sherman potesse venire affidato il comando di una spedizione sul fiume Cumberland (sulle cui rive si trovava anche Fort Donelson), ma l'allora nuovo segretario alla guerra Edwin McMasters Stanton obiettò dicendo a Lincoln che qualsiasi "spedizione... si rivelerà disastrosa sotto la guida del generale Sherman".
Operando dalla propria base situata a Paducah, nel Kentucky, fornì il supporto logistico per le operazioni di Grant volte a scatenare l'offensiva nella battaglia di Fort Donelson. Grant, il precedente comandante del Distretto di Cairo, aveva da poco ottenuto un pieno successo nell'importante battaglia di Fort Henry (6 febbraio) e a seguito di ciò gli era stato conferito il comando dell'Armata del Tennessee.
Sebbene Sherman fosse tecnicamente l'ufficiale superiore in quel momento, scrisse al vincitore: "mi sento ansioso nei tuoi riguardi, perché so che i confederati hanno concentrato le loro forze attraversando il fiume Tennessee, ma nonostante questo nutro fiducia in te: comandami in qualsiasi modo tu lo ritenga più opportuno".

### Shiloh
Dopo che Grant venne promosso Maggior generale, assumendo il comando del Distretto del Tennessee, il 1º marzo 1862 Sherman coronò il suo "sogno" di servire sotto di lui venendo assegnato all'Armata del Tennessee in qualità di comandante della V Divisione. Il suo primo impegno militare importante fu quindi la battaglia di Shiloh.
Il massiccio attacco confederato la mattina del 6 aprile colse di sorpresa la gran parte dei comandanti unionisti; Sherman stesso aveva ignorato i rapporti informativi ricevuti dagli ufficiali della milizia, ritenuti privi di fondamento, rifiutando di credere che Albert Sidney Johnston avrebbe lasciato la sua base di Corinth (Mississippi). Non prese alcuna precauzione, a parte aumentare la sorveglianza delle sentinelle, e non fece costruire nessuna linea di difesa, come abbattute né mandare in avanscoperta le pattuglie di ricognizione. Forse voleva evitare di apparire troppo allarmato, questo per sfuggire al tipo di critica che aveva già ricevuto nel Kentucky. Scrisse alla moglie che, se avesse preso più precauzioni, "mi avrebbero chiamato di nuovo pazzo".
Nonostante fosse stato colto impreparato dall'attacco, radunò la propria divisione e condusse con ordine e metodo, combattendo tenacemente seppur in ripiegamento, e contribuì ad evitare una disastrosa disfatta. Trovando al termine della giornata Grant seduto sotto ad una quercia nell'oscurità mentre fumava un sigaro, Sherman sentì, secondo le sue parole "un saggio ed improvviso istinto di non menzionare una possibile ritirata". In quella che sarebbe diventata una delle conversazioni più importanti della guerra disse semplicemente: "Bene, Grant, abbiamo avuto il diavolo alle calcagna oggi, vero?" Dopo uno sbuffo di sigaro questi rispose tranquillamente: "Sì, ma domani lo staniamo, però".
Sherman si dimostrò fondamentale per il riuscito contrattacco dell'Unione del 7 aprile; rimase ferito due volte, alla mano e ad una spalla, e tre cavalli su cui montava furono colpiti uno dopo l'altro. La sua azione in combattimento fu elogiata sia da Grant sia da Halleck e dopo la battaglia fu promosso a maggior generale (a due stelle) dei volontari, con effetto dal 1º maggio.
Alla fine di aprile una forza composta da 100.000 uomini guidati da Halleck, con Grant relegato a comandante in seconda, si mosse lentamente contro Corinth; Sherman comandava la divisione all'estremità esterna del fianco destro della formazione unionista, comandata da George H. Thomas. Poco dopo la conclusione vittoriosa dell'assedio di Corinth, avvenuta il 30 maggio, Sherman persuase Grant a non lasciare il comando, nonostante le gravi difficoltà che stava affrontando con Halleck. Offrì al riguardo un esempio tratto dalla sua stessa vita: "prima della battaglia di Shiloh fui abbattuto da una semplicistica affermazione giornalistica che mi dava del pazzo, ma quella singola battaglia mi diede una nuova linfa vitale e ora mi sento in perfetta forma". Disse infine a Grant che, se fosse rimasto nell'esercito, "qualche felice imprevisto potrebbe sempre ridarti il favore che meriti e la tua autentica posizione".
A luglio la situazione di Grant migliorò notevolmente quando Halleck partì per il Teatro Orientale per diventare comandante generale dell'esercito statunitense; Sherman divenne il governatore militare cittadino a seguito della battaglia di Memphis.

### Campagna e assedio di Vicksburg
Le carriere di entrambi gli ufficiali progredirono considerevolmente dopo quel periodo. Nel caso di Sherman, ciò fu almeno in parte dovuto al fatto che sviluppò stretti legami personali con Grant durante i due anni in cui prestarono servizio insieme nel Teatro Occidentale.
Nel corso della lunga e complicata campagna di Vicksburg un giornale si lamentò del fatto che "l'Union Army si stava rovinando nelle spedizioni da tartarughe del fango sotto la guida di un ubriacone [Grant] il cui consigliere segreto [Sherman] era invece un pazzo". I risultati militari conseguiti nel biennio 1862-63 rimasero alquanto altalenanti. Nel dicembre 1862 le forze sotto il suo comando subirono una severa sconfitta nella battaglia di Chickasaw Bluffs, appena a nord di Vicksburg

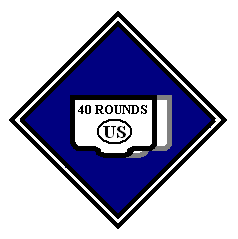
Stemma del XV Corpo.

Poco dopo fu ordinato al suo XV Corpo di unirsi a John Alexander McClernand nel suo riuscito assalto nella battaglia di Fort Hindman, generalmente considerato come un'operazione motivata da ragioni politiche, che distrasse preziose risorse dallo sforzo congiunto di conquistare l'importante snodo urbano del Mississippi.
Nella primavera del 1863, nell'assedio di Vicksburg, Sherman espresse serie perplessità nei riguardi della saggezza della strategia militare poco ortodossa approntata di Grant; ma nonostante ciò continuò ad operare al meglio in quella campagna, sotto la diretta supervisione del proprio superiore.
Lo storico John D. Winters in The Civil War in Louisiana (1963) lo descrive nella maniera seguente:
Come uomo Sherman era un'eccentrica miscela di forza e debolezza messe assieme. Sebbene fosse impaziente, spesso irritabile e depresso, petulante, testardo e irragionevolmente burbero, aveva solide qualità da soldato; i suoi uomini lo hanno giurato e la maggior parte dei suoi colleghi ufficiali hanno finito con l'ammirarlo.»

### Campagna di Chattanooga
La resa di Vicksburg avvenne il 4 luglio 1863, Giorno dell'Indipendenza, in perfetta sintonia con la parallela vittoria conseguita nella battaglia di Gettysburg, e Sherman si guadagnò il rango di Brigadier generale dell'esercito regolare, insieme a quello che già deteneva di Maggior Generale dei volontari. Quando la famiglia giunse dall'Ohio per visitare il suo campo nei pressi della città, suo figlio di nove anni, Willie, il "piccolo sergente", morì per la febbre tifoide contratta durante il viaggio.
Il comando delle forze operanti nell'Ovest venne quindi unificato sotto la direzione di Grant (la Divisione militare del Mississippi) e Sherman gli succedette alla guida dell'Armata del Tennessee. A seguito della sconfitta dell'Armata del Cumberland nella battaglia di Chickamauga da parte dell'Armata confederata del Tennessee diretta da Braxton Bragg, questa si venne a trovare sotto uno stretto assedio a Chattanooga.

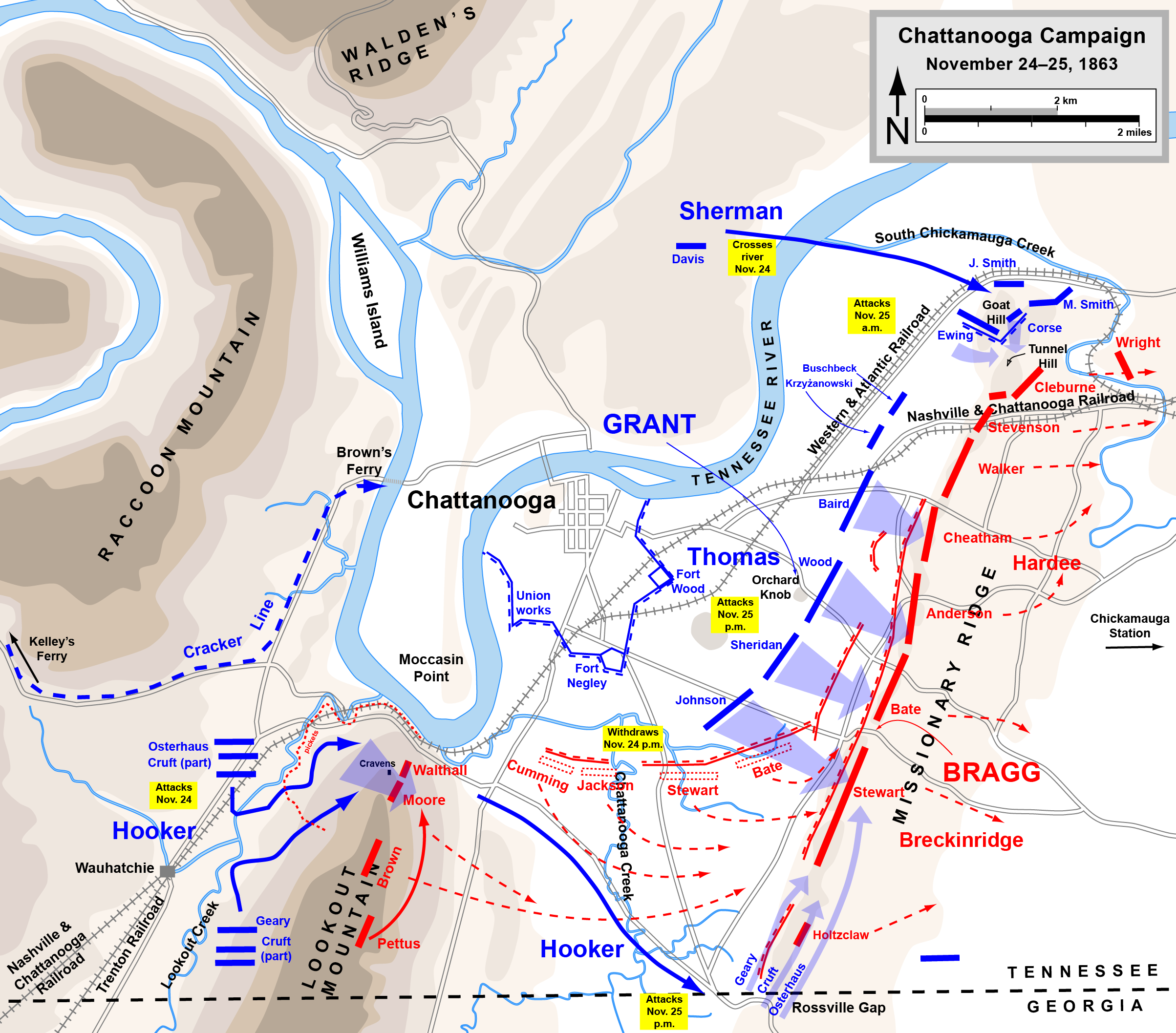
Mappa della campagna di Chattanooga, 24-25 novembre 1863: Battaglia di Lookout Mountain e Battaglia di Missionary Ridge.

Le truppe di Sherman furono inviate in soccorso; durante il viaggio da Memphis il treno in cui si trovava arrivò alla prima battaglia di Collierville proprio mentre la guarnigione unionista si trovava sotto attacco, l'11 ottobre 1863. Sherman prese il comando dei 550 soldati di guarnigione e riuscì a resistere e respingere i 3 500 uomini della cavalleria confederata.
Nel mese di novembre, durante le fasi finali della campagna di Chattanooga, le forze affidategli riuscirono a conquistare velocemente l'obiettivo prefissato, la collinetta di "Billy Goat", a Nord della cresta montuosa (la battaglia di Missionary Ridge), solo per scoprire che in realtà non faceva parte di essa, ma si trattava piuttosto di uno "sperone" distaccato e separato dalla dorsale principale da un burrone totalmente cosparso di rocce.
Quando tentò di attaccare a "Tunnel Hill" le sue truppe furono ripetutamente respinte dalla Divisione di Patrick Cleburne, la migliore unità dell'esercito di Bragg; gli sforzi di Sherman furono assistiti dal successo dell'attacco portato avanti da George H. Thomas il quale sfondò al centro la linea nemica, un movimento originariamente inteso come semplice diversivo.
Successivamente guidò una colonna per soccorrere le forze al comando di Ambrose Burnside, che si pensava fossero in difficoltà nella Campagna di Knoxville; nel febbraio del 1864 infine condusse la spedizione di Meridian per distruggere alcune infrastrutture confederate.

### Campagna di Atlanta
Nonostante i risultati fino ad allora conseguiti fossero alquanto altalenanti, continuò a mantenere la fiducia e l'amicizia di Grant, tanto che quando quest'ultimo venne chiamato dal presidente ad assumere l'incarico di comandante generale e la guida delle truppe dell'Union Army che combattevano nel Teatro Orientale, Sherman (ormai noto ai suoi soldati come "lo zio Billy") venne nominato a succedergli a capo della Divisione militare del Mississippi.
Il nuovo ruolo comportava la direzione di tutte le operazioni belliche da svolgersi nel Teatro Occidentale; in una lettera indirizzata al nuovo generale in capo gli spiegò con estrema chiarezza quale sarebbe stata la sua strategia militare per portare a termine positivamente la guerra, concludendo:"se voi riuscite a frustrare Robert Edward Lee e io posso marciare verso l'Oceano Atlantico penso proprio che lo zio Abe [Lincoln] ci darà infine il suo consenso a lasciarci almeno venti giorni di licenza per poter vedere i nostri familiari".
Procedette quindi ad invadere lo Stato della Georgia con tre eserciti: l'Armata del Cumberland, forte di 60 000 uomini sotto il comando di George H. Thomas; l'Armata del Tennessee, con James B. McPherson a capo di 25 000 uomini ed infine l'Armata dell'Ohio formata da 13 000 soldati comandati da John Schofield.

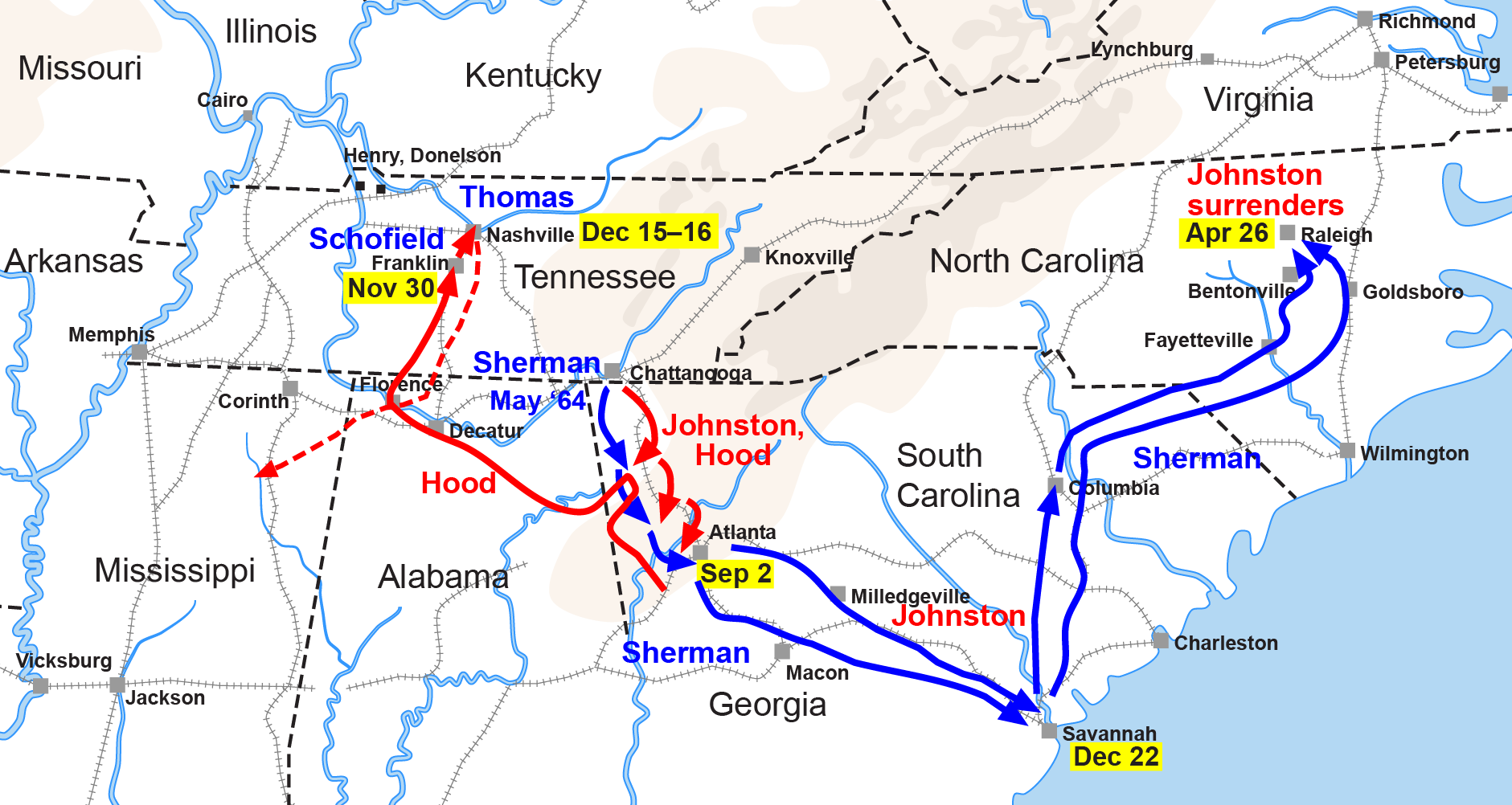
Mappa della campagna di Atlanta e della successiva campagna delle Caroline tra la metà del 1864 e l'inizio del 1865.

Condusse la campagna di Atlanta con una lunga serie di manovre e di scaramucce, attraverso il terreno montuoso, contro l'Armata confederata del Tennessee diretta da Joseph Eggleston Johnston; tentando un assalto diretto solo nella sanguinosa ed inconcludente battaglia di Kennesaw Mountain. A luglio il "troppo cauto" Johnston fu sostituito dal più aggressivo John Bell Hood il quale si azzardò a sfidarlo apertamente in diversi scontri campali risoltisi con la disfatta sudista.
Nel frattempo, ad agosto: "venni a sapere che mi era stato concesso il grado militare di maggior generale nell'esercito regolare, il che giunse del tutto inaspettato, e nemmeno desiderato almeno fino a quando non fossi riuscito a conquistare Atlanta". La nomina non fu però ratificata dal Senato fino al dicembre seguente.

La campagna si concluse con un pieno successo il 2 settembre 1864 con la presa della città, dopo che Hood si ritrovò costretto ad abbandonarla; un risultato che rese il suo nome sempre più familiare all'opinione pubblica dell'Unione e che sicuramente contribuì a garantire la rielezione dello stesso Abraham Lincoln alla presidenza nelle elezioni presidenziali del 1864 con una maggioranza schiacciante.
Ad agosto il Partito Democratico aveva scelto come proprio candidato George McClellan, il famoso ex comandante generale unionista, e sembrava quantomeno assai probabile che il presidente in carica avrebbe finito con l'essere sconfitto; se ciò si fosse realmente verificato avrebbe forse potuto significare la vittoria dei ribelli secessionisti, poiché il programma politico di McClellan richiedeva "negoziati di pace" immediati basati sul riconoscimento dell'indipendenza degli Stati Confederati d'America.

In questo modo la cattura di Atlanta, giungendo esattamente in quel momento cruciale, può anche essere considerata come il maggior contributo di Sherman alla causa della democrazia e del repubblicanesimo così come li aveva sempre intesi il presidente.
(Raimondo Luraghi)
Dopo aver ordinato ai civili di abbandonare immediatamente la città alla metà di settembre, diede istruzioni precise affinché tutti gli edifici militari e governativi venissero dati alle fiamme: questo doveva costituire un precedente per il comportamento dei suoi eserciti nell'immediato futuro.

### Marcia verso il mare
(Raimondo Luraghi)

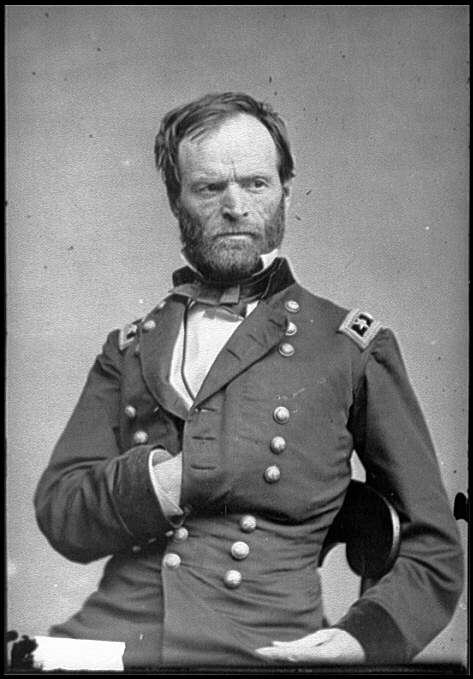
Il generale Sherman nel 1864 in una foto di Mathew B. Brady.

Per tutti i mesi di settembre e ottobre Sherman tentò di attaccare sia nella Georgia del nord che in Alabama le forze di John Bell Hood, il quale però cercò sempre di evitare in tutti i modi lo scontro, mentre nel contempo arrivò a minacciare seriamente le linee di comunicazioni unioniste verso Nord.
Alla fine il generale ottenne dai suoi superiori l'approvazione di un piano per cui si sarebbe staccato dalle sue linee di rifornimento e avrebbe iniziato a marciare verso Sud; questo dopo aver informato Grant che avrebbe potuto "far gridare di dolore la Georgia". Ciò contribuì ad aumentare la minaccia di un trasferimento in massa delle truppe sudiste di Hood in direzione del Tennessee. Minimizzando questa minaccia, Sherman avrebbe detto che sarebbe riuscito a "dare anche a [Hood] le sue razioni" se solo si fosse azzardato ad andare in quella direzione: "i miei interessi principali ora sono al sud"; lasciò le forze di George H. Thomas e John Schofield ad occuparsi dell'avversario; queste sbaragliarono l'esercito nemico prima nella battaglia di Franklin (30 novembre) e poi anche nella battaglia di Nashville (15-16 dicembre).
Nel frattempo, dopo le elezioni di novembre, iniziò la marcia con 62 000 uomini al seguito con l'obiettivo di raggiungere il porto di Savannah, vivendo in larga parte di quello che la terra offriva al loro passaggio e causando, secondo la sua stessa stima, oltre 100 milioni di dollari in danni alle proprietà.
Le devastazioni furono spiegate come una nuova tattica messa a punto dallo stesso Sherman per demoralizzare il nemico e ridurre la sua capacità combattiva. Alla fine di questa campagna, conosciuta come la Marcia verso il mare di Sherman, le sue truppe conquistarono Savannah il 21 dicembre 1864; il generale quindi inviò un famoso messaggio a Lincoln, offrendogli la città come fosse un dono di Natale.
Il successo conseguito ricevette un'ampia copertura sulla stampa nordista in un momento in cui Grant sembrava fare ben pochi progressi nella sua lotta contro l'Armata Confederata della Virginia Settentrionale di Robert Edward Lee. Al Congresso venne presentato un disegno di legge per promuovere Sherman al grado militare di tenente generale, probabilmente con l'intenzione di sostituirlo a Grant come comandante dell'Union Army.
Sherman scrisse sia al collega che a suo fratello, il senatore John Sherman, respingendo con veemenza qualsiasi promozione del genere. Secondo un resoconto del tempo fu intorno a quell'epoca che il generale fece la sua memorabile dichiarazione di lealtà a Grant: "egli è un grande generale. Lo conosco molto bene. Era vicino a me quando ero pazzo e stavo vicino a lui quando era ubriaco; e ora, signore, ci sosteniamo sempre".
Mentre si trovava a Savannah apprese da un giornale che il proprio figlioletto di pochi mesi Charles Celestine era morto proprio mentre lui si trovava in marcia; non aveva ancora mai avuto l'occasione di vederlo.

### Campagna delle Caroline
Nella primavera del 1865 Grant ordinò a Sherman di imbarcare il suo esercito sui vaporetti per unirsi a lui per affrontare il Generale Lee in Virginia. Sherman, invece, convinse Grant a lasciarlo marciare a nord attraverso gli Stati della Carolina, per distruggere qualunque cosa che avesse un valore militare, proprio come aveva fatto nella Georgia: il suo interesse principale era il Sud Carolina, il primo Stato che aveva proclamato la secessione dall'Unione, la cui conquista avrebbe causato un duro contraccolpo sul morale dell'esercito Confederato. Il suo esercito, quindi, avanzò a nord, attraverso il Sud Carolina, incontrando una scarsa opposizione da parte delle truppe del generale Joseph E. Johnston.

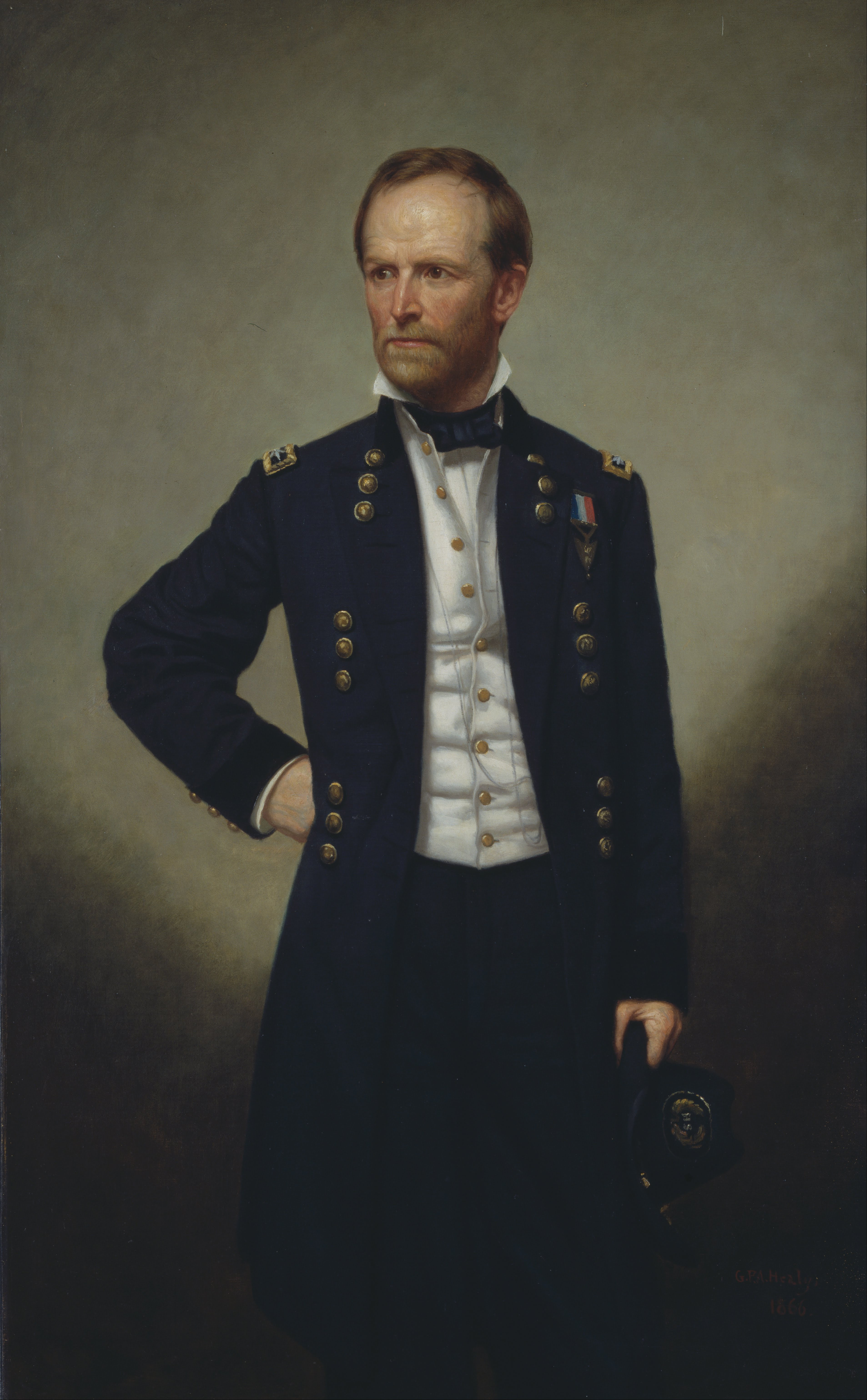
Ritratto del generale Sherman in un dipinto di George Peter Alexander Healy.

### Resa confederata
Il 17 febbraio 1865 Sherman conquistò Columbia, la capitale del Sud Carolina. La zona centrale della città venne distrutta da incendi che durarono tutta la notte; ci furono molte polemiche riguardo all'incendio della città, con alcuni che sostenevano che il fuoco fosse un fatto accidentale, mentre altri affermavano che fosse stato un deliberato atto di vendetta, mentre una terza ipotesi attribuiva l'incendio alla ritirata dei Confederati che avrebbero bruciato le balle di cotone al momento della fuga dalla città.
Sherman continuò a marciare attraverso il Nord Carolina, e le sue truppe causarono pochi danni rispetto a quelli causati nel Sud perché il nord era considerato uno stato che aveva aderito alla causa confederata in maniera più riluttante. Nel suo ultimo combattimento significativo Sherman sconfisse l'esercito del generale Johnston nella battaglia di Bentonville.
A fine marzo lasciò per poco tempo le sue forze per andare a City Point, Virginia, e incontrare Grant. Anche Lincoln si trovava lì, e questo permise l'unico incontro dei tre insieme durante la guerra.
Sherman si incontrò con Johnston a Bennett Place nella contea di Durham nel Nord Carolina per negoziare la resa Confederata. Alle richieste di Johnston e del presidente confederato Jefferson Davis, Sherman offrì condizioni che riguardavano sia l'aspetto politico che quello militare, malgrado non avesse alcuna autorizzazione per dettare queste condizioni né dal generale Grant, né dal governo degli Stati Uniti.
Washington si rifiutò di riconoscere il trattato di resa, cosa che causò una lunga ed aspra polemica tra Sherman e il Segretario alla guerra Edwin McMsters Stanton. La confusione su questa questione durò fino al 26 aprile quando Johnston, ignorando le istruzioni del presidente Davis, accettò i termini della resa che si riferivano alla situazione militare, e formalmente fece arrendere il suo esercito e tutte le forze confederate della Carolina (Nord e Sud), della Georgia e della Florida.

## Dopo la guerra

### Comandante di Dipartimento e Ricostruzione
Nel giugno 1865, due mesi dopo la resa di Appomattox, ricevette il suo primo incarico dopo la guerra. Fu posto al comando della Divisione Militare del Mississippi, poi divenuta Divisione Militare del Missouri, che comprendeva un territorio che partiva dal fiume Mississippi alle Montagne Rocciose. I suoi sforzi si concentrarono sul proteggere le principali vie di comunicazione, in particolare le ferrovie, dagli attacchi delle forze indiane ostili.
Pochissime furono le azioni militari contro gli indiani durante il mandato di Sherman. La sua strategia infatti consisteva nell'allungare i tempi delle trattative per raccogliere risorse e truppe e per permettere il completamento delle ferrovie Union Pacific e Kansas Pacific. Durante questo periodo fece parte della Commissione per la Pace con gli Indiani. Sebbene la commissione fosse responsabile per le trattative che portarono al Trattato di Medicine Lodge e del Trattato di Fort Laramie, Sherman non fu direttamente coinvolto in esse perché richiamato a Washington. Fu comunque decisivo nelle negoziazioni di altri trattati, come quello che ha portato l'allontanamento dei Navajo da Bosque Redondo. Quando nel 1868 il Trattato di Medicine Lodge fu rotto, Sherman autorizzò il suo subordinato a condurre una campagna invernale (di cui fece parte la battaglia del Washita). Sherman fu coinvolto nel processo a Satanta e Grande Albero: ordinò infatti che i due capi indiani fossero trattati come comuni criminali per il loro ruolo nell'assalto al treno di Henry Warren.

### Generale d'Armata

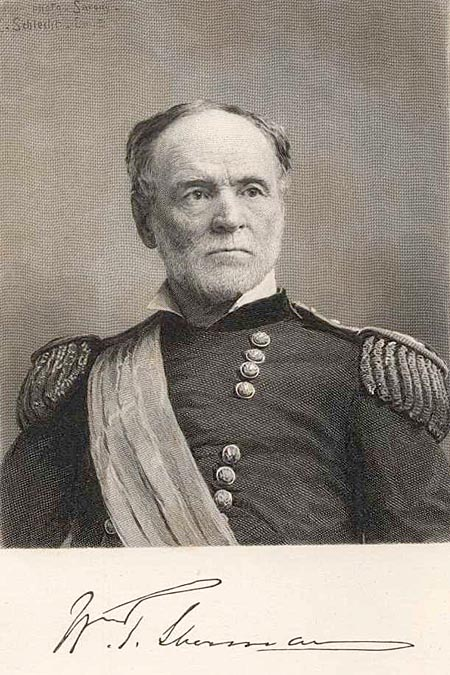
Sherman nel 1888, fotografato da Napoleon Sarony, usata nella seconda edizione delle Memorie del 1889. Questa foto è servita come modello per il primo francobollo raffigurante Sherman del 1893.

Il 25 luglio 1866 il Congresso creò il rango di General of the army  (l'attuale Capo di Stato maggiore dell'esercito) per il Generale Grant e promosse Sherman al grado di lieutenant general (Tenente Generale, generale a tre stelle).
Quando Grant divenne presidente degli Stati Uniti, nel 1869, Sherman fu nominato comandante generale dell'esercito degli Stati Uniti e, dopo la morte di John Aaron Rawlins, Sherman lo sostituì per un mese come Segretario della guerra ad interim.
Uno dei suoi più significativi contributi come capo dell'esercito fu la creazione della Scuola di comando, l'attuale Command and General Staff College, a Fort Leavenworth nel Kansas. In questo periodo si segnalano parecchie divergenze con il Segretario della guerra William W. Belknap perché a suo parere si era impossessato di molti dei poteri del Comandante generale, rendendo il suo un ruolo privo di veri poteri.
Sherman inoltre si scontrò con coloro che criticavano la condotta dell'esercito e i massacri degli indiani. Per sfuggire a queste difficoltà dal 1874 al 1876 trasferì il suo quartier generale da Washington a Saint Louis, e ritornò a Washington solo dopo la nomina di Alphonso Taft a Segretario della guerra e la promessa di maggiori poteri.
La preoccupazione principale di Sherman nel periodo dell'incarico a Comandante Generale fu quella di proteggere l'opera di costruzione delle linee ferroviarie dagli attacchi degli Nativi americani degli Stati Uniti d'America ostili; si dedicò principalmente a rendere sicuri i territori del West, soprattutto per facilitare il passaggio e lo stanziamento di nuovi coloni, attraverso la continuazione delle guerre indiane. Tre campagne significative di questa fase furono la guerra modoc, la grande guerra Sioux del 1876 e la guerra dei Nasi Forati.
Nelle sue campagne contro le tribù indiane, Sherman utilizzò la stessa strategia usata durante la Guerra civile che prevedeva non soltanto la sconfitta dei soldati nemici, ma anche la distruzione delle risorse materiali che avrebbero potuto essere d'aiuto agli indiani. La strategia che attuò incluse la decimazione dei bufali che rappresentavano la risorsa di cibo primaria per gli indiani del Nord America.
Nel 1875 Sherman pubblicò le sue memorie in due volumi.
Durante le elezioni del 1876, i democratici del sud che appoggiavano Wade Hampton in Sud Carolina usarono la violenza per intimidire gli elettori afroamericani. Il governatore repubblicano Daniel Chamberlain chiese al presidente Grant l'intervento dell'esercito per fermare i tumulti. Nell'ottobre del 1876 incaricò Sherman di riunire tutte le forze disponibili nella regione atlantica e di mandarli in Sud Carolina per fermare le sommosse.
Sherman si dimise dall'incarico di comandante generale il 1º novembre 1883, e si ritirò definitivamente dall'esercito l'8 febbraio 1884.

### Gli ultimi anni
Visse gli ultimi anni di vita a New York. Continuò a tenersi in contatto con altri veterani della guerra civile e divenne un richiesto oratore in banchetti e cene. Gli fu proposto dai Repubblicani di candidarsi alle elezioni presidenziali del 1884, ma declinò l'offerta affermando: "non accetterò se nominato e non presterò servizio se eletto".

### La morte

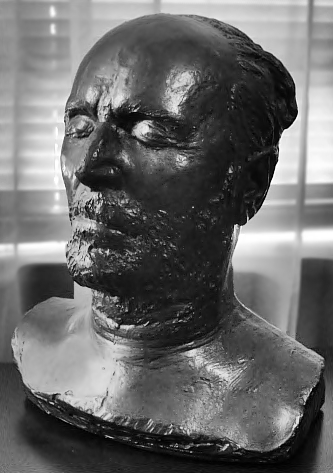
La maschera funeraria di Sherman

Sherman morì il 14 febbraio 1891 a New York; ci fu un grande funerale nella sua casa. Poi il corpo fu trasportato a Saint Louis dove, il 21 febbraio, si svolse un altro servizio funebre celebrato da suo figlio, Thomas Ewing Sherman, sacerdote gesuita. Il presidente degli Stati Uniti Benjamin Harrison mandò un telegramma alla famiglia e ordinò che le bandiere nazionali fossero tenute a mezz'asta.
Uno degli uomini che trasportò la bara in chiesa fu l'ex generale confederato Joseph E. Johnston che, forse per essere stato sotto la pioggia nel corso della cerimonia, contrasse una polmonite che lo portò alla morte. Sherman oggi riposa nel cimitero del Calvario a Saint Louis.

## Schiavitù ed emancipazione
Sebbene si opponesse alla schiavitù, Sherman non fu un abolizionista prima della guerra. Le sue azioni militari del 1864 e del 1865 liberarono molti schiavi che si unirono alla sua marcia attraverso la Georgia e il Nord e Sud Carolina. Impressionato dalla loro industriosità e lealtà, Sherman iniziò a pensare al futuro degli schiavi liberati e al miglioramento della loro condizione. Il 12 gennaio 1865, Sherman si incontrò a Savannah con il Segretario di Guerra Stanton e con venti leader neri locali. Quattro giorni dopo emise lo "Special Field Orders, No. 15" riguardante i 40 000 schiavi liberati e rifugiati neri, affidando al generale Rufus Saxton, un abolizionista del Massachusetts che in precedenza si era occupato dell'arruolamento di soldati neri, di implementare il piano. La direttiva, che divenne la base dell'affermazione che il governo Unionista aveva promesso agli schiavi liberati "40 acri e un mulo", fu revocata nello stesso anno dal presidente Andrew Johnson.

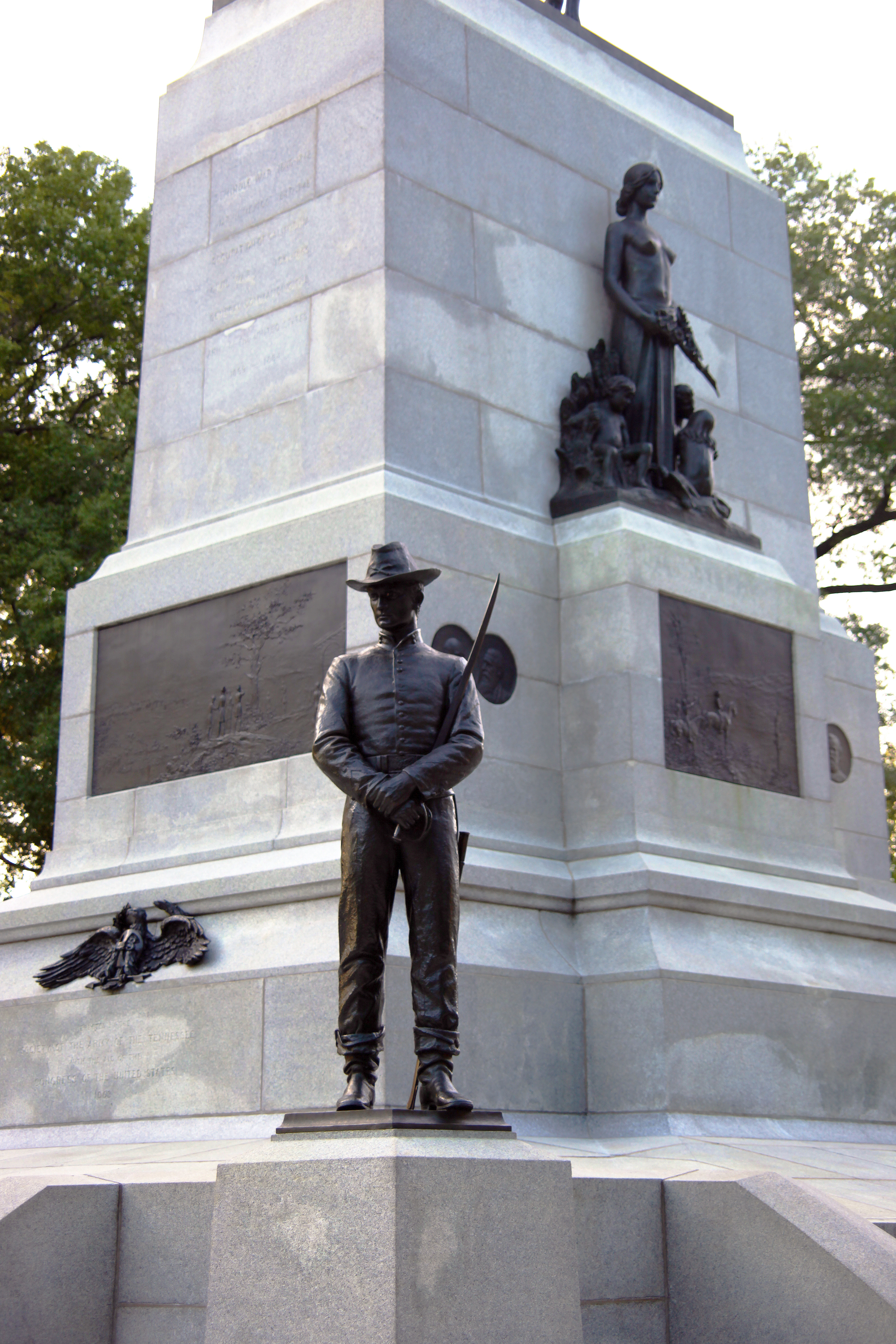
Dettaglio del "General William Tecumseh Sherman Monument" a Washington.

## Strategie
Sherman non fu un tattico brillante, fu invece un eccellente organizzatore e soprattutto uno stratega magistrale. B.H. Liddell Hart lo ha considerato un maestro del cosiddetto approccio indiretto, come dimostrato dalla sua condotta nella campagna di Atlanta. Lo studio delle manovre di Sherman è stato decisivo nella definizione della sua dottrina della tattica e della strategia nella guerra meccanizzata, che a sua volta ha influenzato Heinz Guderian per la Blitzkrieg e l'uso dei carri armati da parte di Erwin Rommel durante la seconda guerra mondiale.

### Guerra totale
Come Grant, Sherman era convinto che fosse necessario abbattere la capacità strategica, economica e psicologica confederata di raccogliere risorse per finanziare la guerra. Per far questo non esitò a mettere in pratica tattiche di terra bruciata.
L'avanzata delle truppe di Sherman furono caratterizzate da enormi devastazioni che riguardarono sia risorse civili sia infrastrutture militari e non. Anche se il saccheggio era ufficialmente proibito, gli storici sono in disaccordo su quanto bene questa proibizione fosse fatta rispettare.
L'efficienza con cui l'armata di Sherman portò avanti la devastazione fu impressionante. Diventarono famose le cosiddette "cravatte di Sherman", ovvero la pratica messa in atto dalle forze unioniste di scaldare le rotaie dei treni fino a che non era possibile intrecciarle intorno a tronchi d'albero. Sherman divenne una figura controversa in seguito ad accuse di crimini di guerra.
I danni procurati dalle forze di Sherman riguardarono solo le proprietà, e sembra che le perdite civili fossero state molto poche.

La base della sequoia gigante "Generale Sherman" al Parco nazionale di Sequoia in California.

## Monumenti
È stato chiamato col suo nome il più grande essere vivente, una sequoia gigante nel Parco nazionale di Sequoia in California.
Un altro omaggio al suo nome è stato dato al carro armato medio M4 Sherman della seconda guerra mondiale.
Il General William Tecumseh Sherman Monument è una statua equestre ritraente Sherman; si trova nella Sherman Plaza, che fa parte del President's Park a Washington.
Una statua di Sherman, opera di Augustus Saint-Gaudens, si trova al centro della Grand Army Plaza di Manhattan, a New York.

## Cultura di massa
La figura del generale Sherman è al centro o appare in numerose opere, tra le quali si possono ricordare: la canzone della guerra civile americana Marching Through Georgia di Henry Clay Work, il poema di Herman Melville The March to the Sea, nel documentario Sherman's March di Ross McElwee, nel romanzo La marcia di E. L. Doctorow.
Il generale Sherman appare in vari episodi della serie western a fumetti Magico Vento.

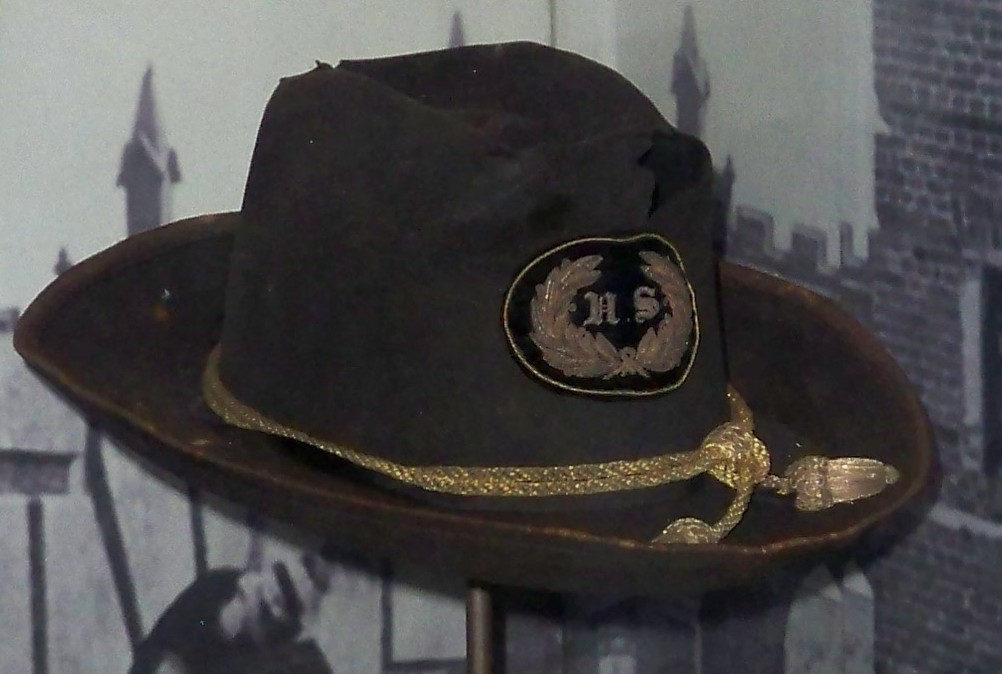
Il berretto utilizzato nel corso della marcia verso il mare di Sherman.

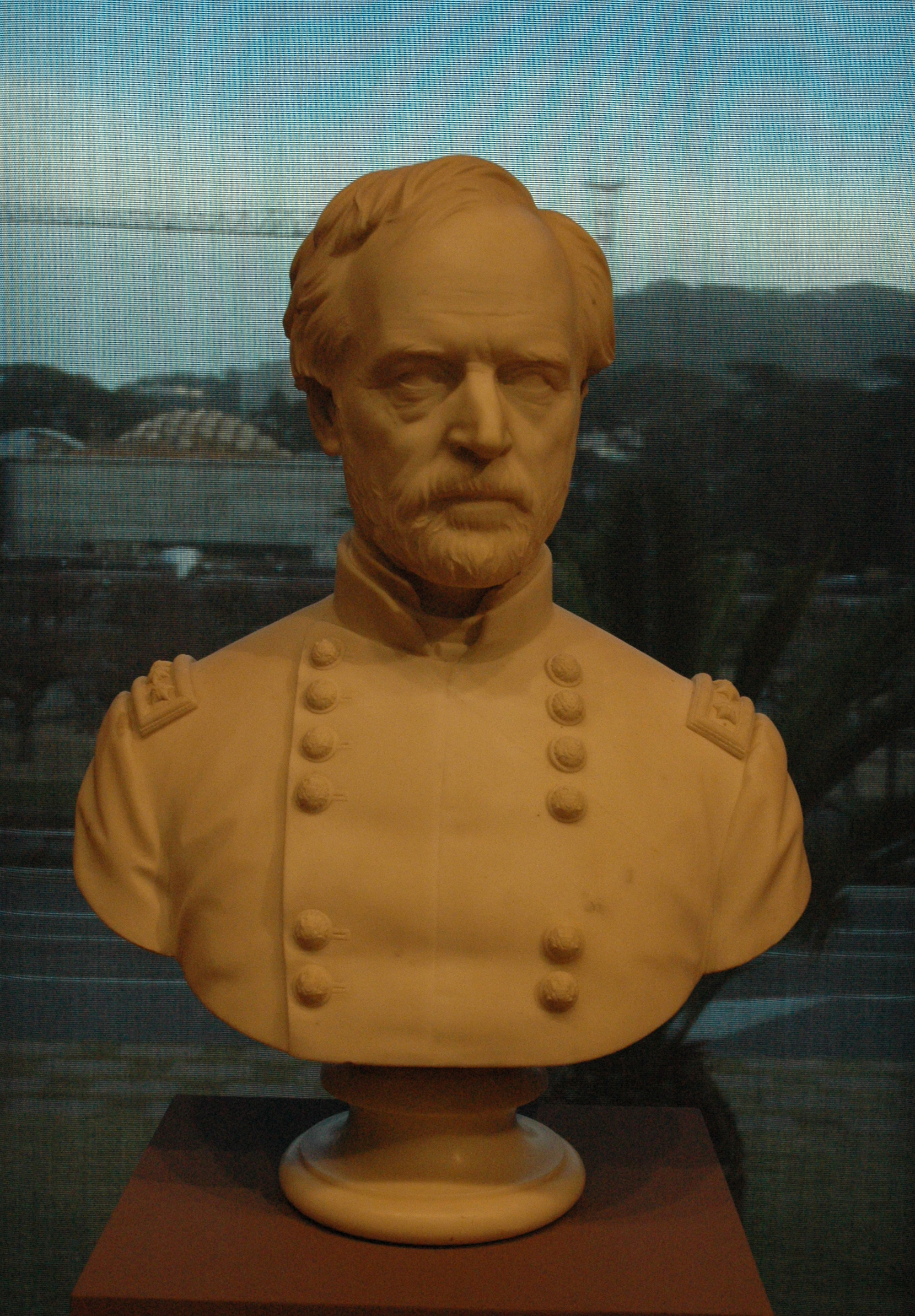
Un busto del generale Sherman.

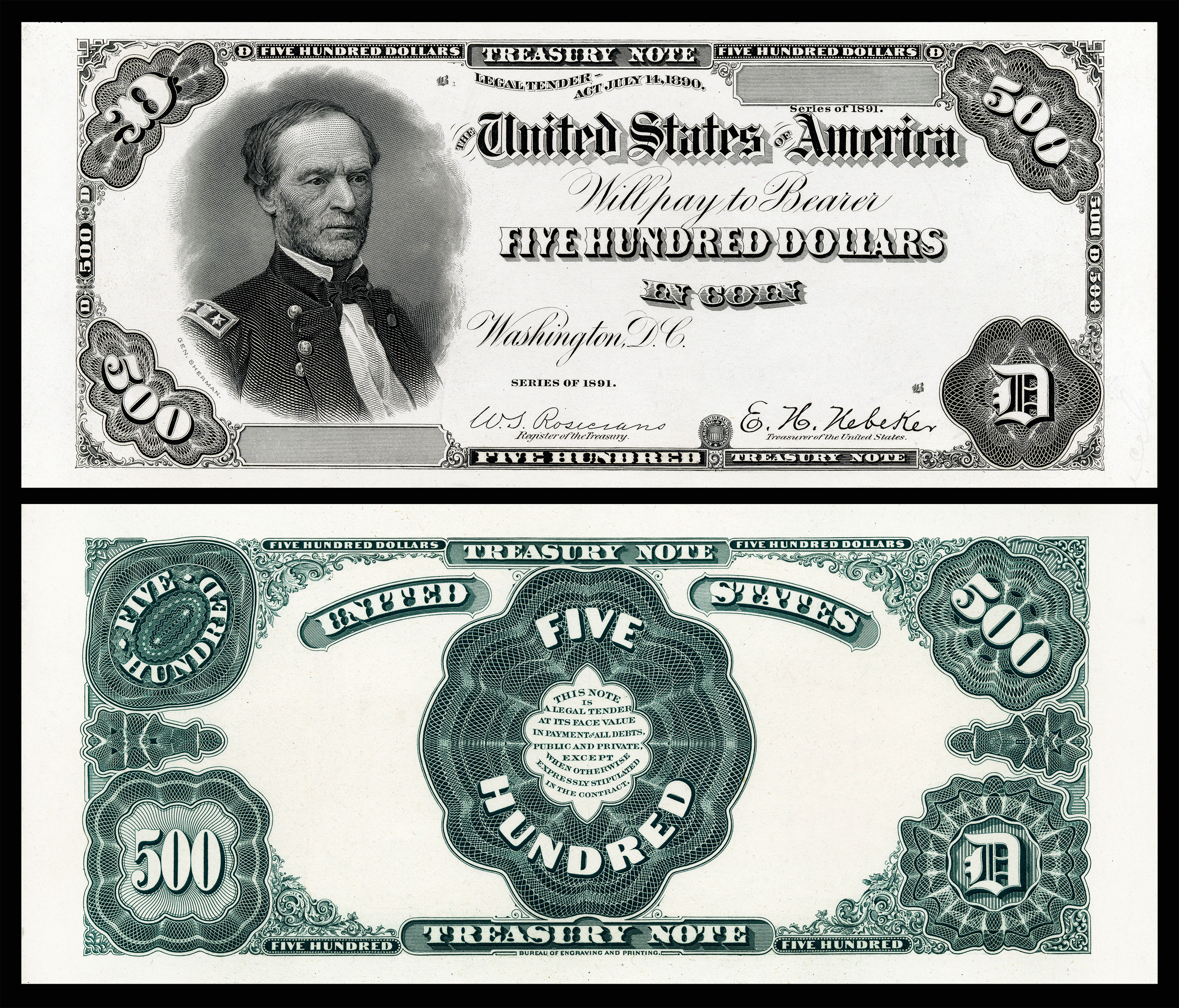
I 500 dollari in una serie del 1891 con il volto di Sherman.

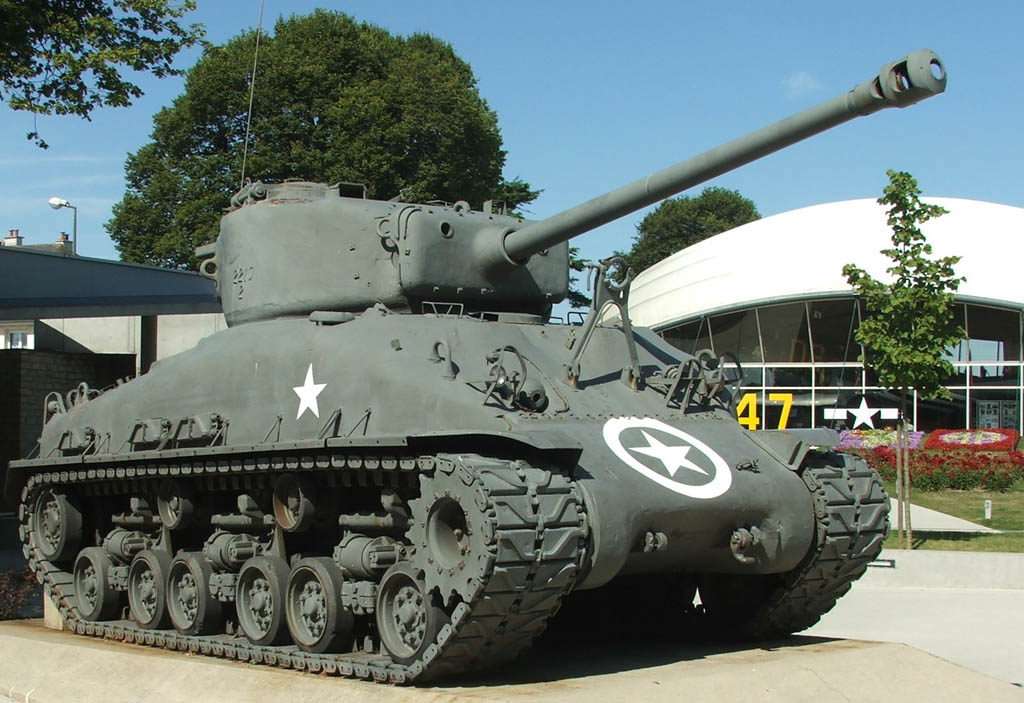
Uno degli M4 Sherman utilizzati per lo sbarco in Normandia nel 1944 a Sainte-Mère-Église.

Uno degli edifici di Fort Sherman nella zona del canale di Panama.

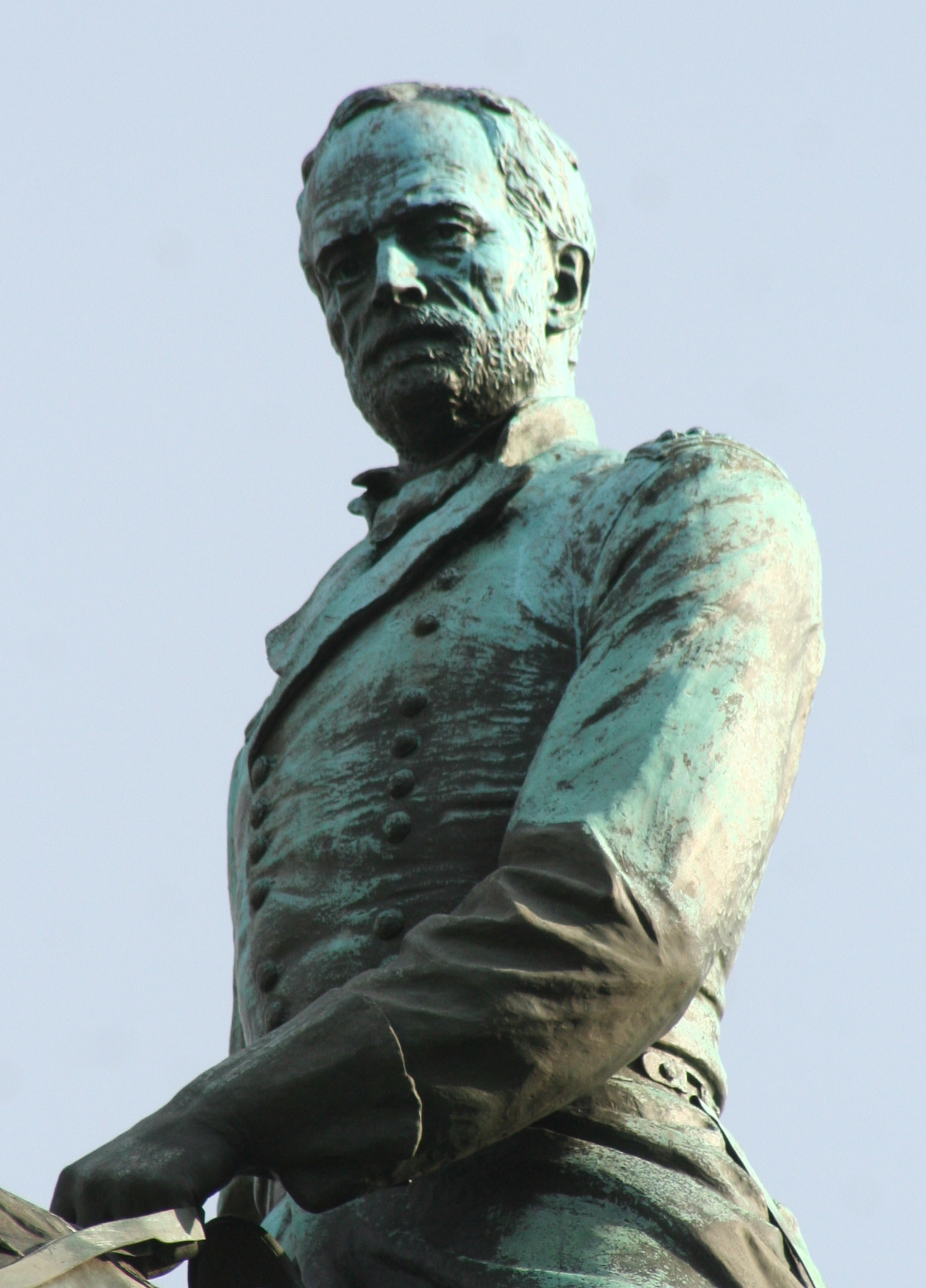
Primo piano del monumento creato dallo scultore Carl Rohl-Smith e posizionato nella Pennsylvania Avenue.

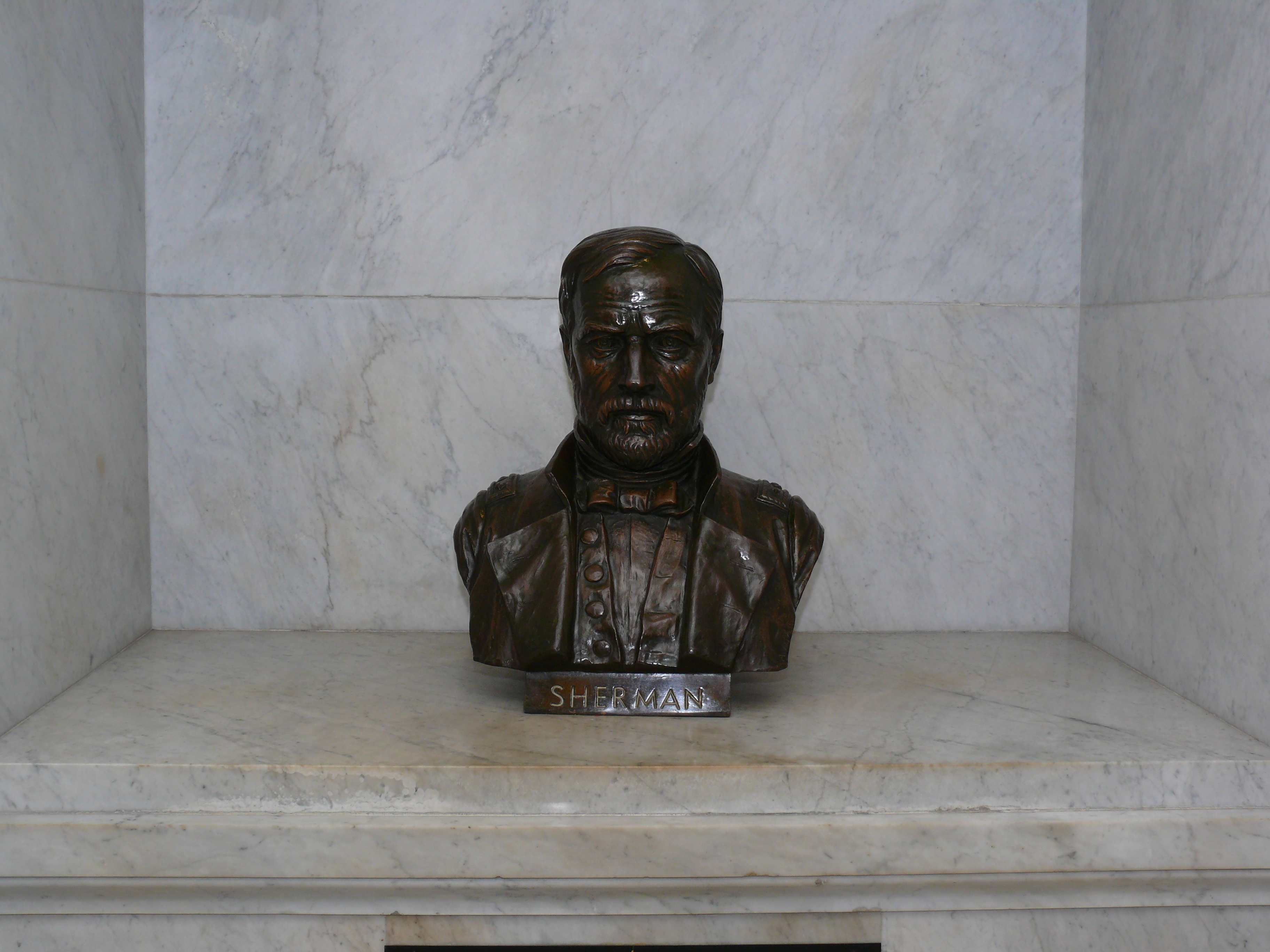
Il busto di William Tecumseh Sherman all'interno del General Grant National Memorial.

### Altre letture
- Matthew Carr, Sherman's Ghosts: Soldiers, Civilians, and the American Way of War, The New Press, 2015, ISBN 978-1-59558-955-2, OCLC 884815509.
- Willis Fletcher Johnson, Life of Wm. Tecumseh Sherman, Edgewood Publishing Company, 1891.
- James Lee McDonough, William Tecumseh Sherman: In the Service of My Country: A Life, W. W. Norton & Company, 2016, ISBN 978-0-393-24157-0, OCLC 939911299.
- Earl Schenck Miers, The General who Marched to Hell, New York, Alfred A. Knopf, 1951, OCLC 1107192.